# Athalamie
L'Athalamie est un signe clinique ophtalmologique observé à la lampe à fente (ou biomicroscope) lors d'une plaie du globe oculaire (fistulation externe de l'humeur aqueuse) caractérisée par l'aplatissement de la chambre antérieure de l'œil sous l'effet de l'hypertension intra-oculaire (notamment en cas de GAFA). Celle-ci se produit par l'adossement de l'iris à la face postérieure de la cornée. Elle peut être le résultat passager de certaines opérations oculaires (glaucome, cataracte). Elle est presque toujours accompagnée d'hypotonie.